# 安妮·韦斯特福尔
安妮·韦斯特福尔，美国电子游戏程序师、软件开发者，担任1983年雅达利8位电脑《执政官：光明与黑暗》的程序员。她还曾任游戏开发者大会的董事。